# Chonopeltis koki
Chonopeltis koki is een visluizensoort uit de familie van de Argulidae. De wetenschappelijke naam van de soort is voor het eerst geldig gepubliceerd in 1992 door Van As.